# Hornblower (Fernsehserie)
Hornblower ist eine britische achtteilige Miniserie mit Ioan Gruffudd in der Titelrolle, in der die Abenteuer des jungen Marineoffiziers Horatio Hornblower während der Koalitionskriege dargestellt werden. Sie basiert auf drei der insgesamt zehn von Cecil Scott Forester erschaffenen Romane um den fiktiven Seehelden Hornblower.

## Handlung
Der anfangs unerfahrene Fähnrich Hornblower kann nach anfänglichen Schikanen durch seine älteren Kameraden unter dem Kommando von Kapitän Pellew seinen Mut in mehreren Gefechten zeigen. Bei einem Kommando als Prisenoffizier gerät er vorübergehend in Gefangenschaft. Als Leutnant ist Hornblower fünfter und jüngster Offizier auf dem Linienschiff HMS Renown, das von einem brutalen und paranoiden Kapitän kommandiert wird. Dort lernt er auch seinen späteren Freund Bush kennen, der hier dritter Offizier und somit sein Vorgesetzter ist. Nach einem erfolgreichen Kommandounternehmen in der Karibik wird Hornblower zum Commander befördert. Kurz nachdem er jedoch ein eigenes Kommando erhält, wird der Friede von Amiens unterzeichnet. Hornblower und Bush werden bei halbiertem Sold in den einstweiligen Ruhestand versetzt. Nach dem kurzen Frieden wird Hornblower reaktiviert und zum Kommandanten einer Sloop ernannt.

## Produktion
Captain Pellews HMS Indefatigable wird von dem modernen Schiffsnachbau Étoile du Roy dargestellt. Für Hornblowers HMS Hotspur musste die Earl of Pembroke, eigentlich Nachbau eines Zivilschiffes, einige Umbauten hinnehmen. Da segelbare Linienschiffe aus der Epoche nicht mehr existieren, behalf man sich zur Darstellung größerer Gefechte mit großmaßstäbigen, ferngesteuerten Modellen von bis zu sieben Meter Länge. Szenen auf Geschützdecks wurden zunächst in einer originalgetreuen Kulisse gedreht, später dann sogar an Bord von Lord Nelsons Victory. Außenaufnahmen wurden im Schwarzen Meer, im Liwadija-Palast auf der Krim, in Portugal, im Royal William Yard und im historischen Hafenviertel von Plymouth gedreht. Die Serie sollte eigentlich auch die weiteren Romane Forresters bis hin zu Hornblowers Taten als Admiral umfassen, doch ITV scheute letztlich trotz guter Quoten die Kosten der aufwendigen Produktion. Hauptdarsteller Gruffudd versuchte noch einige Zeit, in eigener Verantwortung die weiteren Folgen zu produzieren, blieb damit aber ohne Erfolg.

## Besetzung
| Rollenname                             | Schauspieler     | Filme  |
| -------------------------------------- | ---------------- | ------ |
| Horatio Hornblower                     | Ioan Gruffudd    | 1–8    |
| Captain bzw. Admiral Sir Edward Pellew | Robert Lindsay   | 1–8    |
| Maat Matthews                          | Paul Copley      | 1–8    |
| Matrose Styles                         | Sean Gilder      | 1–8    |
| Lieutenant Archie Kennedy              | Jamie Bamber     | 1, 3–6 |
| Matrose Oldroyd                        | Simon Sherlock   | 1–4    |
| Captain Hammond                        | Ian McElhinney   | 2, 6–7 |
| Lieutenant William Bush                | Paul McGann      | 5–8    |
| Captain James Sawyer                   | David Warner     | 5–6    |
| Schiffsarzt Dr. Clive                  | David Rintoul    | 5–6    |
| Kanonier Hobbs                         | Philip Glenister | 5–6    |
| Master Prowse                          | Tony Haygarth    | 7–8    |
| Wolfe                                  | Lorcan Cranitch  | 7–8    |
| Maria Hornblower, geb. Mason           | Julia Sawalha    | 7–8    |

## Filme
- 1998: Die gleiche Chance (The Even Chance)
- 1998: Die Leutnantsprüfung (The Examination for Lieutenant)
- 1999: Die Herzogin und der Teufel (The Duchess and the Devil)
- 1999: Froschfresser und Rotröcke (The Frogs and the Lobsters)
- 2001: Meuterei (Mutiny)
- 2001: Vergeltung (Retribution)
- 2003: Loyalität (Loyalty)
- 2003: Pflichten (Duty)